# Klövertjärnen (Nederluleå socken, Norrbotten)
Klövertjärnen är en sjö i Luleå kommun i Norrbotten och ingår i Rosåns huvudavrinningsområde. Sjön har en area på 0,101 kvadratkilometer och ligger 133,2 meter över havet. Sjön avvattnas av vattendraget Rosån.

## Delavrinningsområde
Klövertjärnen ingår i det delavrinningsområde (729408-175615) som SMHI kallar för Ovan Hällträskbäcken. Medelhöjden är 117 meter över havet och ytan är 13,01 kvadratkilometer. Det finns inga avrinningsområden uppströms utan avrinningsområdet är högsta punkten. Avrinningsområdets utflöde Rosån mynnar i havet. Avrinningsområdet består mestadels av skog (72 procent) och jordbruk (14 procent). Avrinningsområdet har 0,33 kvadratkilometer vattenytor vilket ger det en sjöprocent på 2,5 procent. Bebyggelsen i området täcker en yta av 0,7 kvadratkilometer eller 5 procent av avrinningsområdet.